# Leonard Riggio
Leonard Riggio (New York City, 28 febbraio 1941 – New York City, 27 agosto 2024) è stato un imprenditore, filantropo e allevatore statunitense, proprietario e presidente esecutivo di Barnes & Noble, la catena più potente di librerie negli USA con oltre 700 negozi anche nei centri più piccoli. Acquistò nel 1971 con un prestito la sua prima libreria (in bancorotta) a Manhattan, sulla Fifth Avenue. Spiegò così la sua strategia di vendita nel 2016 al New York Times: "Le nostre librerie sono state progettate per dare il benvenuto ai clienti, non per intimidirli".
Nel 2019 la catena di librerie è stata venduta al fondo speculativo Elliott Management.

## Biografia
Riggio nacque a New York City il 28 febbraio 1941.  Frequentò la Brooklyn Technical High School , diplomandosi nel 1958, e frequentò corsi serali alla New York University. Suo padre, Steve Riggio, era un pugile professionista che sconfisse due volte Rocky Graziano.
Suo fratello, Stephen Riggio, fu CEO della Barnes & Noble dal 2002 sino al suo successore William Lynch nel 2010.

### Carriera

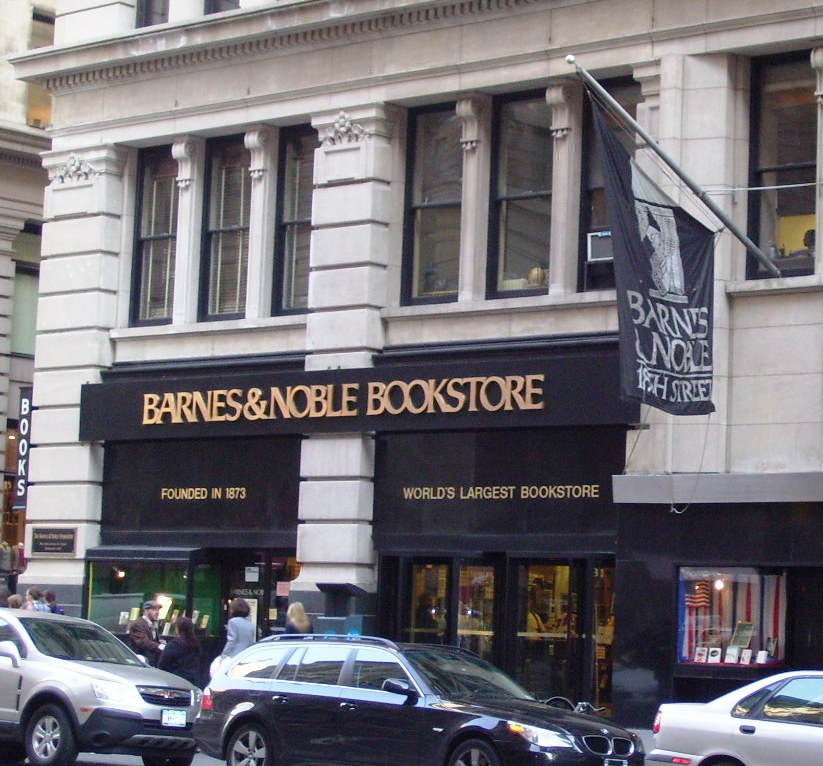
L'ex flagship store di Barnes & Noble al 105 Fifth Avenue a Manhattan, New York, operativo dal 1932 al 2014

Mentre era alla New York University, Riggio fondò lo Student Book Exchange nel 1965 e trasformò questa piccola libreria in un rivenditore leader. Acquistò la libreria Barnes & Noble a New York City nel 1971. Nel corso degli anni acquistò anche centinaia di librerie e lanciò il concetto di superstore Barnes & Noble con una caffetteria in negozio e spaziose nicchie di lettura.

#### In Borsa a New York
Nel settembre 1993, Barnes & Noble divenne una società quotata in borsa emettendo azioni per un valore di 77 milioni di dollari alla Borsa di New York con il simbolo BKS. La società rimase in borsa fino all'agosto 2019, quando Elliott Management acquistò tutte le azioni della società e la rese privata.
Riggio è stato riconosciuto come uno dei primi imprenditori che hanno trasformato il mondo elitario delle librerie in negozi ricreativi. Nel 1997, Barnes & Noble aveva 483 supermercati, 528 B. Daltons nei centri commerciali e le vendite erano salite a 2,8 miliardi di dollari. La società diventò pubblica nel 1993.
Riggio lanciò barnesandnoble.com per competere con Amazon.com per le vendite di libri online e lanciò un'operazione di vendita al dettaglio di videogiochi di successo, che crebbe fino a diventare GameStop . Entro la fine del XX secolo, Riggio aveva trasformato Barnes & Noble in una delle più grandi librerie.
Dal 1985, Riggio è stato presidente del consiglio di amministrazione e proprietario al 49% di MBS Textbook Exchange, Inc. con sede a Columbia, Missouri. MBS è uno dei più grandi grossisti di libri di testo universitari della nazione.

### Corse di purosangue
Attraverso il suo pseudonimo My Meadowview Farm, Leonard Riggio allevò e fece correre cavalli per le corse di purosangue. Tra i suoi successi, il suo puledro Samraat vinse la Damon Runyon, la Gotham e la Withers Stakes.

### Filantropia
Riggio fu il benefattore di molte organizzazioni comunitarie e di beneficenza, tra cui la New York University e il museo d'arte Dia:Beacon a Beacon, New York.
Fondò anche il Project Home Again per assistere i residenti di New Orleans, Louisiana, colpiti dall'uragano Katrina nel 2005. Il Project Home Again spese 20 milioni di dollari, dati dalla Riggio Foundation, per costruire nuove case nel quartiere Gentilly di New Orleans. La fase pilota prevedeva la costruzione di 20 nuove case su St. Bernard Avenue. Il 10 novembre 2011, il programma tagliò il nastro della sua 101ª casa. Oltre a ricostruire le case, Riggio, attraverso una partnership con Rooms to Go, arredò anche le case. Il 24 novembre 2012, il sindaco di New Orleans Mitch Landrieu consegnò a Riggio le chiavi della città di New Orleans in una riunione del consiglio comunale.

### Morte
Riggio morì per complicazioni della malattia di Alzheimer il 27 agosto 2024, all'età di 83 anni.

## Vita privata
Riggio si sposò due volte ed ebbe tre figli.